# Bagalakote
Bagalakote ou Bagalkot est une ville de l'État du Karnataka en Inde, chef-lieu du district de Bagalkote.

## Géographie
La ville est sur les rives de la rivière Ghataprabha.

### Transport
Bagalakote est situé sur la NH-218 qui relie Hubli à Humnabad. Elle est desservie par la compagnie ferroviaire SWR qui la relie à Bîjâpur, Solapur, Gadag, Dharwad, Bellary, Mysore, Bengaluru, Hubli, Hyderabad et Ahmedabad.

## Histoire
Une ville nouvelle a dû être construite, la montée des eaux causée par la mise en service du barrage d'Almatti ayant submergé le quartier ancien.

## Lieux et monuments
- Le Festival de couleurs, Holi Habba, qui dure trois jours.